# Stammehertugdømmet Franken
Stammehertugdømmet Franken lå i den midterste del af Tyskland.
Stammehertugdømmet Franken grænsede både op til markgrevskaberne Mark Thüringen og Nordgau (siden 1326: Oberpfalz) samt til de øvrige stammehertugdømmer (Thüringen (tidligere stammehertugdømme), Sachsen, Nedre Lothringen (Belgien med mere), Øvre Lothringen (en forløber for nutidens Lorraine i Frankrig), Schwaben og Baiern).   
Stammehertugdømmet Franken bestod af den nuværende delstat Hessen, regionen Franken i Bayern samt dele af Thüringen, Baden-Württemberg og Rheinland-Pfalz. 

## Hertuger
I modsætning til de andre stammehertugdømmer var Franken ikke en stabil politisk enhed. I perioder var landet delt mellem en vestlig del (Rheinfranken med Worms og Hessen) og en østlig del (Mainfranken omkring (Würzburg). 
Blandt hertugerne var:
- Konrad 1. af Franken, kaldt for Den yngre,  også tysk konge, død 918.
- Frederik 1, af Schwaben, far til Konrad 3. af Franken, død 1105.
- Konrad 3. af Franken, også tysk konge, død 1152.

Efterhånden blev det tidligere stammehertugdømme opdelt i en række mindre stater.

## Frankiske rigskreds
Fra begyndelsen af 1500-tallet og frem til 1806 var Tyskland opdelt i rigskredse.
Den frankiske rigskreds bestod af den østlige del af det tidligere stammehertugdømme, mens den vestlige del blev delt mellem Oberrheinischer Kreis og Kurrheinischer Reichskreis.